# 脱オートクレーブ成形法
脱オートクレーブ成形法 (OoA：Out of Autoclave) は、複合材料の成形工程でオートクレーブを用いない工法である。

## 概要
従来のCFRP製品はオートクレーブを利用して成形され、得られる製品は抜群な強度をもつ。しかし、この手法は高温・高圧下での熱硬化樹脂の硬化に時間を要し、生産性に難点があり、CFRP製品が高付加価値品に限定される一因であった。圧力容器であるオートクレーブの大きさが製造可能な成形品の大きさを決定してしまうために製品サイズの点での制約も大きい。このように、オートクレーブを利用する手法は、普及品の量産に不向きで、製品サイズや形状に制約がある。
これらの課題を克服するために、生産性を向上させ、サイズ制限の緩和、撤廃を期待してオートクレーブを用いない脱オートクレーブ成形法が開発されている。脱オートクレーブ成形法は、CFRP製品を含む複合材のコストダウン、普及には欠かせないため今後の主流となりつつある。近年では、ハイサイクルCFRP成形工法への関心が高まり、特に欧州ではRTM（Resin Transfer Molding）工法が普及している。

## 用途・特徴
脱オートクレーブ成形法では、生産性の改善に加え、縦貫材やパイプのような長尺のものを連続して積層、樹脂含浸、加熱することもできる。実際、脱オートクレーブ成形法は出荷額では従来のオートクレーブ法による製品を上回りつつある。

## 脱オートクレーブ成形法の実際
脱オートクレーブ成形法は、主として、プリプレグの使用の有無、樹脂を熱硬化性とするか熱可塑性とするか、型を使用するかどうかや型の工夫、硬化手法などで、生産性に合せた各種の手法が開発されている。

## プリプレグを用いない手法

### SMC法
SMC(Sheet Molding Compound)は、強化繊維と樹脂(熱硬化性又は熱可塑性)で構成されるシート状材料を積層して成形する。

### 熱硬化性樹脂を使用するもの

#### RTM法
RTM(Resin Transfer Molding)は脱オートクレーブ成形法の一種であり、熱硬化性樹脂を金型に封入された繊維プリフォームに注入後に加熱硬化する方法である。高コスト化の要因であるプリプレグを使用しないので費用低減に繋がる。

#### VaRTM法
VaRTM法はRTM法の一種であり、素材を積層後、真空にしてから熱硬化性樹脂を含浸して加熱硬化する。プリプレグを使用しないので費用低減に繋がる。風力発電用のブレードや海上自衛隊のえのしま型掃海艇で採用されているほか、ロシアで開発中のイルクート MS-21でも、主翼の1次構造部材に採用される。VaRTM は高効率複合材成形プロセスの一つではあったものの、航空機の一次構造への適用に耐えうる性能及び、品質安定性の実現が困難であったのでA-VaRTM（Advanced VaRTM）法が開発され、Mitsubishi SpaceJetの尾翼に採用される。

### 熱可塑性樹脂複合材料を使用するもの
オートクレーブを用いる場合には、一般に熱硬化性樹脂を用いてCarbon Fiber Reinforced Thermosetting Resin(CFRTS)が作製されている。これに対し、脱オートクレーブ成形法では、熱可塑性樹脂複合材料を使用するCarbon Fiber Reinforced Thermoplastics(CFRTP)の開発が進められている。一般的に熱可塑性樹脂複合材料は熱硬化性樹脂複合材料からみていくつかの利点を有しており、靭性があり(衝撃後圧縮強度(CAI 強度)が高い)、成形温度は高いが短時間で成形できる。特に短時間での成形は生産性を高めコストダウンに貢献する。この方法で無人宇宙往還機であるHOPEの実物大構造試験体が製造された。

## プリプレグを用いる手法

### PCM法
PCM(Pre-preg Compression Molding)は、熱硬化性樹脂の工夫により生産性向上を目指すハイサイクルCFRP成形工法である。手法である。熱硬化系ハイサイクル樹脂(2～5分硬化)を炭素繊維に予備含浸させたプレス成形用速硬化プリプレグを対象に、(プレス圧：30～100kg/cm2の)高圧プレス成形を行う。中量生産(～3,000台/月)に対応可能とされる。

### 電子線硬化性樹脂を使用するもの
ADP (ADvanced Pultrusion) は、プリプレグを用いた炭素繊維複合材の連続成形製法であり、ジャムコにより開発された。リールに巻かれた数枚程度のプリプレグを積層して金型を通過させ、その際に圧縮と電子線を照射して重合硬化させる、自動化された連続製法である。その特徴は、理論上の長さ制限がなく部材の製造が可能なこと、低いボイド含有率を実現して二次接着工程が容易なこと、従来製法と比較して短時間・低コストで製造が可能なこと、内部品質に優れ、真直性、直角度などについても極めて高い精度が実現されること、などである。エアバス A380の二階床構造部材に採用され2003年から独占供給される。